# Glossanodon kotakamaru
Glossanodon kotakamaru és una espècie de peix pertanyent a la família dels argentínids.

## Descripció
- La femella pot arribar a fer 12,5 cm de llargària màxima.
- Nombre de vèrtebres: 49-50.
- 12-13 radis tous a l'aleta dorsal i 11-13 a l'anal.[4]

## Hàbitat
És un peix marí i bentopelàgic que viu entre 146 i 300 m de fondària.

## Distribució geogràfica
Es troba al Pacífic nord-occidental: el Japó.

## Observacions
És inofensiu per als humans.